# 10-Undecenal
10-Undecenal ist ein ungesättigter mittelkettiger C11–Aldehyd mit endständiger Doppelbindung. Wegen seiner als „aldehydische Note“ beschriebenen olfaktorischen Eigenschaften wird Undecylenaldehyd als Geschmacks- und Geruchsstoff in Lebensmitteln und Konsumartikeln eingesetzt.

## Vorkommen und Darstellung

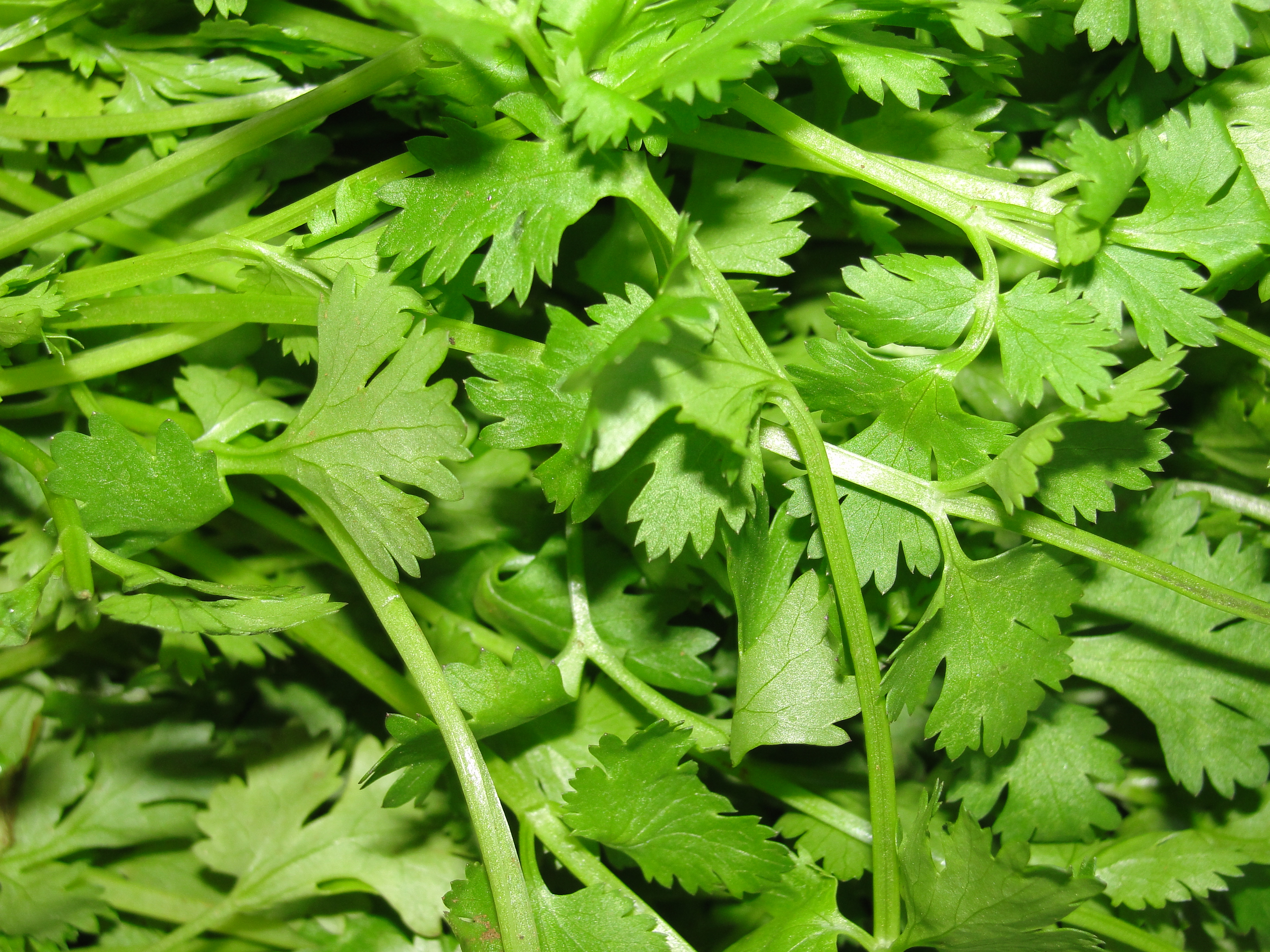
10-Undecenal ist natürlicherweise in Koriander enthalten

In der Natur kommt 10-Undecenal in den Blättern des Echten Korianders (Coriandrum sativum L.) vor.
Die chemische Synthese von Undecylenaldehyd geht aus von Undecylensäure (10-Undecensäure), die durch Pyrolyse von Ricinolsäure aus Ricinusöl in großen Mengen zur Verfügung steht. 10-Undecensäure wird mit Thionylchlorid in das Säurechlorid überführt und 10-Undecenoylchlorid in einer Rosenmund-Reduktion an einem mit Thioharnstoff teilvergifteten Palladium-Katalysator auf Bariumsulfat BaSO4 zum Aldehyd hydriert.
Die Ausbeute der Rosenmund-Reduktion ist für Undecensäurechlorid mit 55 % allerdings bescheiden. Bei optimierter Prozessführung können jedoch bessere Ausbeuten und Produktqualitäten erzielt werden.
Mit gesättigten langkettigen (C10 – C16) Carbonsäurechloriden werden mit der Rosenmund-Reduktion Ausbeuten > 90 % erreicht.
Eine (allerdings teure) Alternative stellt die Reduktion des Undecenoylchlorids mit Indiumtrihydrid InH3 (aus Tributylzinnhydrid und Indium(III)-chlorid) dar, das zur Stabilisierung mit Tricyclohexylphosphan komplexiert ist (Ausbeute 91 %).

## Eigenschaften
10-Undecylenaldehyd ist eine farblose bis blassgelbe, blumig riechende Flüssigkeit. Sie schmeckt unangenehm süß und fettig und riecht in Verdünnung nach Rosen. In Verdünnung unter 1 ppm schmeckt sie fruchtig und nach Zitronen. Die Substanz fällt in die Duftkategorie der aldehydischen Düfte und wird als wachsartig, frisch, nach Citrus und Rosen riechend charakterisiert. 10-Undecenal löst sich in Alkoholen und Diolen, wie z. B. Propylenglycol, einem gängigen Lösungsmittel für Aromen und Duftstoffe.

## Anwendungen

### 10-Undecenal als Synthesebaustein
Bei der  Aldolkondensation von Undecenylaldehyd mit Cyanessigsäure entsteht in Gegenwart der Base N,N-Dimethylbenzylamin (DMBA) das cis-trans-Isomerengemisch des 3,12-Tridecadiennitrils, dessen Geruch als frisch, citrisch-mandarinig, natürlich, leicht fruchtig und sehr duftstark beschrieben wird.
Neben seiner „wesentlich natürlicheren Note“ als andere Nitrile soll das Kondensationsprodukt cis-trans-3,12-Tridecadiennitril Riechstoffkompositionen „eine größere Duftfülle und insbesondere eine größere Natürlichkeit“ verleihen.
Als relativ einfach zugängliches Derivat des nachwachsenden Rohstoffs Ricinusöl wird 10-Undecenal u. a. auf seine Eignung als Baustein für Polykondensate untersucht. Durch Selbst-Metathese in Gegenwart eines Grubbs-Hoveyda I-Katalysators entsteht Eicos-10-en-1,20-dial, das zu dem α,ω-C20-Diol Eicosan-1,20-diol hydriert werden kann. Mit einem Grubbs-Hoveyda-Katalysator II (2. Generation) und Acrolein bildet sich Dodec-10-en-1,12-dial und bei dessen Hydrierung das α,ω-C12-Diol Dodecan-1,12-diol.
Diese α,ω-bifunktionellen Diole können als Diolkomponente in Polyestern und Polyurethanen eingesetzt werden.

### 10-Undecenal als Riechstoff
Aufgrund seiner vielschichtigen Riechstoffeigenschaften wird 10-Undecenal in Kombination mit anderen Geruchsstoffen und ätherischen Ölen als substantielle Geruchskomponente in Parfüms verwendet („In perfumery, 10-undecenal is one of the aldehydes essential for creating the “aldehydic note”). 10-Undecenal wird außerdem zur Parfümierung von Kosmetika, Haar- und Körperpflegeprodukten, Wasch- und Reinigungsmitteln usw. eingesetzt.
In der Parfümerie wird es für Rosen-, Orangen-, Jasmin-, Muskateller- und Veilchenduftnoten verwendet.
Isomerisierung von 10-Undecylenaldehyd erzeugt durch Verschiebung der endständigen Doppelbindung ein Gemisch von Undecenaldehyden, wie z. B. 8-, 9- und 10-Undecenal und die entsprechenden (Z)-(E)-Isomere, mit deutlich unterschiedlichen Duftnuancen.